# Torneios ATP World Tour Masters 1000

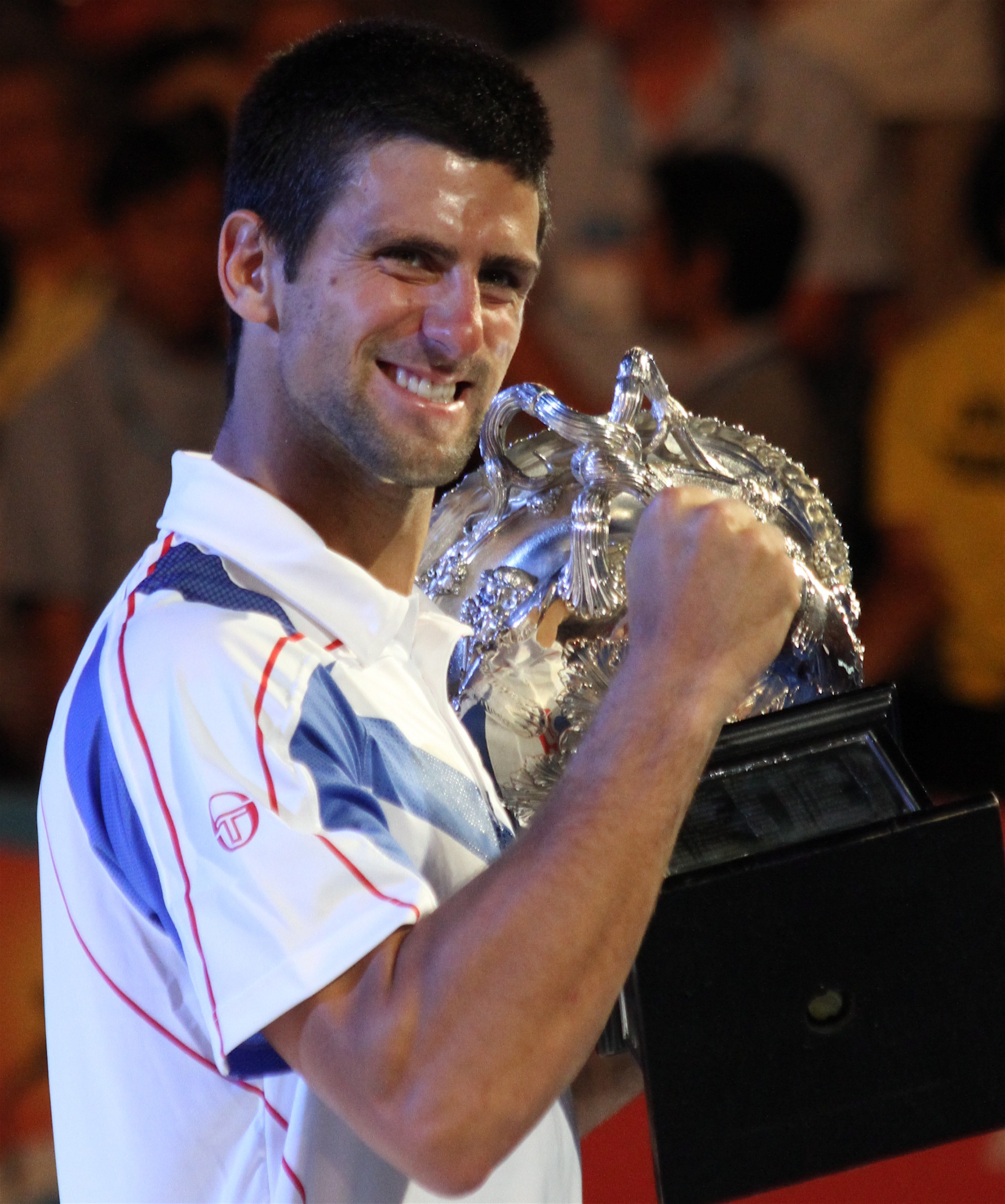
Novak Djokovic, maior vencedor com 37 títulos

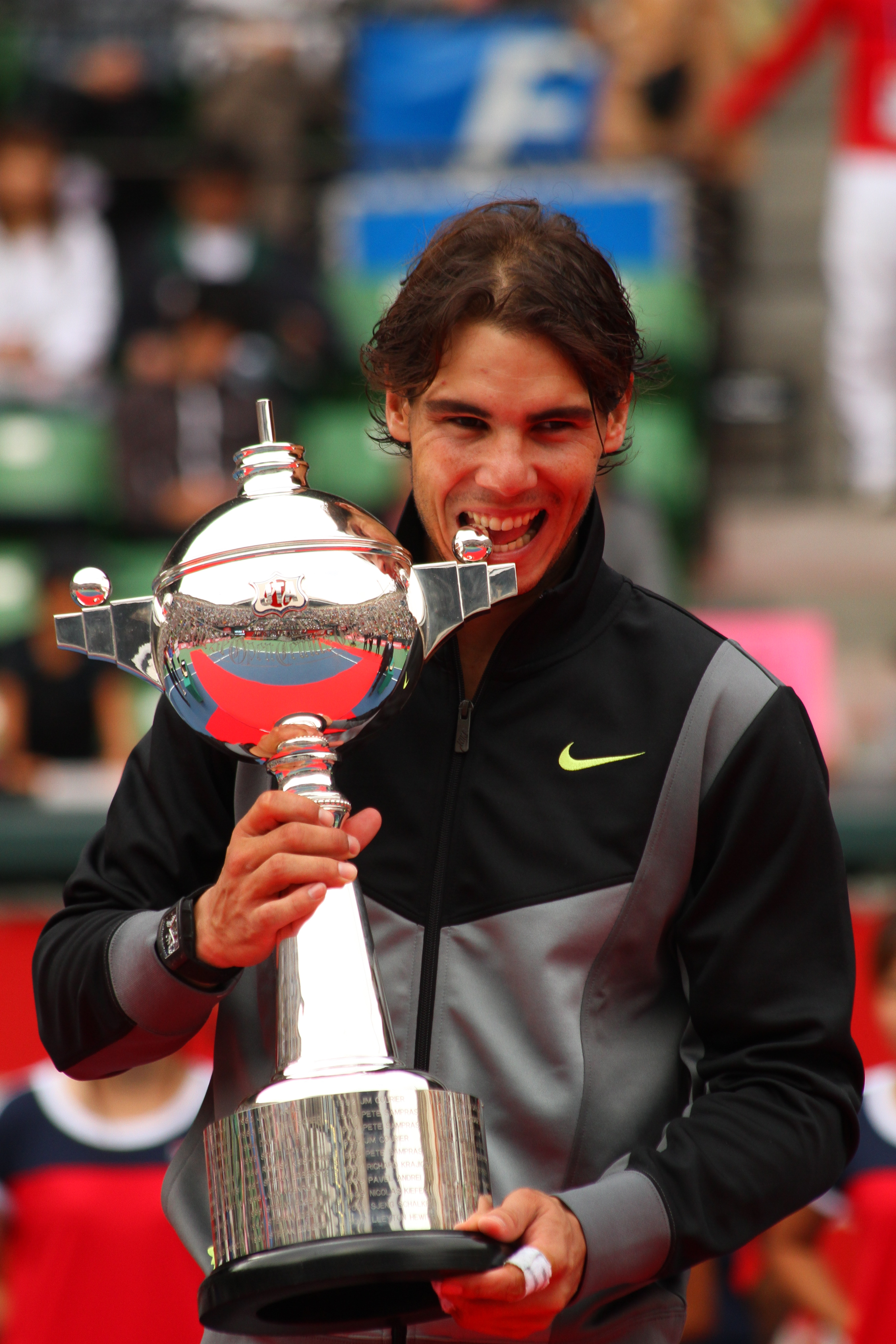
Rafael Nadal, segundo maior campeão com 36 conquistas

O ATP Masters 1000, chamado de ATP World Tour Masters 1000 entre 2009 e 2018, foi uma série de nove torneios de tênis que fazem parte do circuito da Associação de Tenistas Profissionais (ATP) e que são disputados todos os anos na Europa, na América do Norte e Ásia. Os torneios são obrigatórios para os jogadores mais bem classificados do circuito profissional. O ATP Masters Series começou quando a ATP começou a se encarregar dos circuito profissional masculino em 1990, já foi conhecido como Tennis Masters Series e ATP Masters Series antes de adotar seu nome atual. Todos os torneios da série tinham existido por alguns anos antes que a série Super 9 fosse lançada, e eram considerados como sendo parte dos eventos de maior prestígio do circuito. Os resultados nos torneios do ATP Masters 1000 representam para os tenistas mais pontos na classificação mundial do que os torneios regulares, embora não tantos quanto os quatro torneios do Grand Slam ou do ATP World Tour Finals (antigo Tennis Masters Cup).
‘Career Golden Masters’ é quando o tenista ganha pelo menos uma vez cada um dos torneios ATP Masters 1000 da atualidade. E coube ao sérvio Novak Djokovic alcançar esse feito pela primeira vez no circuito de simples da ATP. Nas duplas, no entanto, o canadense Daniel Nestor e os irmãos americanos Bob e Mike Bryan já venceram todos os eventos deste porte.
Novak Djokovic é o maior vencedor de Masters 1000 da história, com 37 títulos. Ele também é o primeiro e único jogador em simples a conquistar o ‘Golden Masters’ (quando o tenista ganha pelo ao menos um título em todos os torneios ATP Masters 1000 da atualidade). Rafael Nadal, com 36 títulos, é o segundo mais bem-sucedido jogador na modalidade e único tenista a ganhar pelo menos um torneio ATP Masters 1000 em cada temporada durante dez anos consecutivos (‘Decade Masters’).

## Eventos

### 2018
| Semana  | Cidade                | País           | Nome comercial              | Piso           | Campeão               | Campeões                          |
| ------- | --------------------- | -------------- | --------------------------- | -------------- | --------------------- | --------------------------------- |
| 10 / 11 | Indian Wells          | Estados Unidos | BNP Paribas Open            | duro           | Juan Martín del Potro | John Isner Jack Sock              |
| 12 / 13 | Miami                 | Estados Unidos | Miami Open                  | duro           | John Isner            | Bob Bryan Mike Bryan              |
| 16      | Roquebrune-Cap-Martin | França         | Rolex Monte-Carlo Masters   | saibro         | Rafael Nadal          | Bob Bryan Mike Bryan              |
| 19      | Madri                 | Espanha        | Mutua Madrid Open           | saibro         | Alexander Zverev      | Nikola Mektić Alexander Peya      |
| 20      | Roma                  | Itália         | Internazionali BNL d'Italia | saibro         | Rafael Nadal          | Juan Sebastián Cabal Robert Farah |
| 32      | Toronto               | Canadá         | Rogers Cup                  | duro           | Rafael Nadal          | Henri Kontinen John Peers         |
| 33      | Cincinnati            | Estados Unidos | Western & Southern Open     | duro           | Novak Djokovic        | Jamie Murray Bruno Soares         |
| 41      | Xangai                | China          | Rolex Shanghai Masters      | duro           | Novak Djokovic        | Łukasz Kubot Marcelo Melo         |
| 44      | Paris                 | França         | Rolex Paris Masters         | duro (coberto) | Karen Khachanov       | Marcel Granollers Rajeev Ram      |

### 2017
| Semana  | Cidade                | País           | Nome comercial              | Piso           | Campeão          | Campeões                            |
| ------- | --------------------- | -------------- | --------------------------- | -------------- | ---------------- | ----------------------------------- |
| 10 / 11 | Indian Wells          | Estados Unidos | BNP Paribas Open            | duro           | Roger Federer    | Raven Klaasen Rajeev Ram            |
| 12 / 13 | Miami                 | Estados Unidos | Miami Open                  | duro           | Roger Federer    | Łukasz Kubot Marcelo Melo           |
| 16      | Roquebrune-Cap-Martin | França         | Monte-Carlo Rolex Masters   | saibro         | Rafael Nadal     | Rohan Bopanna Pablo Cuevas          |
| 19      | Madri                 | Espanha        | Mutua Madrid Open           | saibro         | Rafael Nadal     | Łukasz Kubot Marcelo Melo           |
| 20      | Roma                  | Itália         | Internazionali BNL d'Italia | saibro         | Alexander Zverev | Pierre-Hugues Herbert Nicolas Mahut |
| 32      | Montreal              | Canadá         | Coupe Rogers                | duro           | Alexander Zverev | Pierre-Hugues Herbert Nicolas Mahut |
| 33      | Cincinnati            | Estados Unidos | Western & Southern Open     | duro           | Grigor Dimitrov  | Pierre-Hugues Herbert Nicolas Mahut |
| 41      | Xangai                | China          | Shanghai Rolex Masters      | duro           | Roger Federer    | Henri Kontinen John Peers           |
| 44      | Paris                 | França         | Rolex Paris Masters         | duro (coberto) | Jack Sock        | Łukasz Kubot Marcelo Melo           |

### 2016
| Semana  | Cidade                | País           | Nome comercial              | Piso           | Campeão        | Campeões                            |
| ------- | --------------------- | -------------- | --------------------------- | -------------- | -------------- | ----------------------------------- |
| 10 / 11 | Indian Wells          | Estados Unidos | BNP Paribas Open            | duro           | Novak Djokovic | Pierre-Hugues Herbert Nicolas Mahut |
| 12 / 13 | Miami                 | Estados Unidos | Miami Open                  | duro           | Novak Djokovic | Pierre-Hugues Herbert Nicolas Mahut |
| 15      | Roquebrune-Cap-Martin | França         | Monte-Carlo Rolex Masters   | saibro         | Rafael Nadal   | Pierre-Hugues Herbert Nicolas Mahut |
| 18      | Madri                 | Espanha        | Mutua Madrid Open           | saibro         | Novak Djokovic | Jean-Julien Rojer Horia Tecău       |
| 19      | Roma                  | Itália         | Internazionali BNL d'Italia | saibro         | Andy Murray    | Bob Bryan Mike Bryan                |
| 30      | Toronto               | Canadá         | Rogers Cup                  | duro           | Novak Djokovic | Ivan Dodig Marcelo Melo             |
| 33      | Cincinnati            | Estados Unidos | Western & Southern Open     | duro           | Marin Čilić    | Ivan Dodig Marcelo Melo             |
| 41      | Xangai                | China          | Shanghai Rolex Masters      | duro           | Andy Murray    | John Isner Jack Sock                |
| 44      | Paris                 | França         | BNP Paribas Masters         | duro (coberto) | Andy Murray    | Henri Kontinen John Peers           |

### 2015
| Semana  | Cidade                | País           | Nome comercial              | Piso           | Campeão        | Campeões                             |
| ------- | --------------------- | -------------- | --------------------------- | -------------- | -------------- | ------------------------------------ |
| 10 / 11 | Indian Wells          | Estados Unidos | BNP Paribas Open            | duro           | Novak Djokovic | Vasek Pospisil Jack Sock             |
| 12 / 13 | Miami                 | Estados Unidos | Miami Open                  | duro           | Novak Djokovic | Bob Bryan Mike Bryan                 |
| 15      | Roquebrune-Cap-Martin | França         | Monte-Carlo Rolex Masters   | saibro         | Novak Djokovic | Bob Bryan Mike Bryan                 |
| 18      | Madri                 | Espanha        | Mutua Madrid Open           | saibro         | Andy Murray    | Rohan Bopanna Florin Mergea          |
| 19      | Roma                  | Itália         | Internazionali BNL d'Italia | saibro         | Novak Djokovic | Pablo Cuevas David Marrero           |
| 32      | Montreal              | Canadá         | Coupe Rogers                | duro           | Andy Murray    | Bob Bryan Mike Bryan                 |
| 33      | Cincinnati            | Estados Unidos | Western & Southern Open     | duro           | Roger Federer  | Daniel Nestor Edouard Roger-Vasselin |
| 41      | Xangai                | China          | Shanghai Rolex Masters      | duro           | Novak Djokovic | Raven Klaasen Marcelo Melo           |
| 44      | Paris                 | França         | BNP Paribas Masters         | duro (coberto) | Novak Djokovic | Ivan Dodig Marcelo Melo              |

### 2014
| Semana  | Cidade                | País           | Nome comercial              | Piso           | Campeão            | Campeões                     |
| ------- | --------------------- | -------------- | --------------------------- | -------------- | ------------------ | ---------------------------- |
| 10 / 11 | Indian Wells          | Estados Unidos | BNP Paribas Open            | duro           | Roger Federer      | Bob Bryan Mike Bryan         |
| 12 / 13 | Miami                 | Estados Unidos | Sony Open Tennis            | duro           | Rafael Nadal       | Bob Bryan Mike Bryan         |
| 16      | Roquebrune-Cap-Martin | França         | Monte-Carlo Rolex Masters   | saibro         | Stanislas Wawrinka | Bob Bryan Mike Bryan         |
| 19      | Madri                 | Espanha        | Mutua Madrid Open           | saibro         | Rafael Nadal       | Daniel Nestor Nenad Zimonjić |
| 20      | Roma                  | Itália         | Internazionali BNL d'Italia | saibro         | Novak Djokovic     | Daniel Nestor Nenad Zimonjić |
| 32      | Toronto               | Canadá         | Rogers Cup                  | duro           | Jo-Wilfried Tsonga | Alexander Peya Bruno Soares  |
| 33      | Cincinnati            | Estados Unidos | Western & Southern Open     | duro           | Roger Federer      | Bob Bryan Mike Bryan         |
| 41      | Xangai                | China          | Shanghai Rolex Masters      | duro           | Roger Federer      | Bob Bryan Mike Bryan         |
| 44      | Paris                 | França         | BNP Paribas Masters         | duro (coberto) | Novak Djokovic     | Bob Bryan Mike Bryan         |

### 2013
| Semana  | Cidade                | País           | Nome comercial              | Piso           | Campeão        | Campeões                               |
| ------- | --------------------- | -------------- | --------------------------- | -------------- | -------------- | -------------------------------------- |
| 10 / 11 | Indian Wells          | Estados Unidos | BNP Paribas Open            | duro           | Rafael Nadal   | Bob Bryan Mike Bryan                   |
| 12 / 13 | Miami                 | Estados Unidos | Sony Open Tennis            | duro           | Andy Murray    | Aisam-ul-Haq Qureshi Jean-Julien Rojer |
| 16      | Roquebrune-Cap-Martin | França         | Monte-Carlo Rolex Masters   | saibro         | Novak Djokovic | Julien Benneteau Nenad Zimonjić        |
| 19      | Madri                 | Espanha        | Mutua Madrid Open           | saibro         | Rafael Nadal   | Mike Bryan Bob Bryan                   |
| 20      | Roma                  | Itália         | Internazionali BNL d'Italia | saibro         | Rafael Nadal   | Bob Bryan Mike Bryan                   |
| 32      | Montreal              | Canadá         | Coupe Rogers                | duro           | Rafael Nadal   | Alexander Peya Bruno Soares            |
| 33      | Cincinnati            | Estados Unidos | Western & Southern Open     | duro           | Rafael Nadal   | Bob Bryan Mike Bryan                   |
| 41      | Xangai                | China          | Shanghai Rolex Masters      | duro           | Novak Djokovic | Ivan Dodig Marcelo Melo                |
| 44      | Paris                 | França         | BNP Paribas Masters         | duro (coberto) | Novak Djokovic | Bob Bryan Mike Bryan                   |

### 2012
| Semana  | Cidade                | País           | Nome comercial              | Piso           | Campeão        | Campeões                             |
| ------- | --------------------- | -------------- | --------------------------- | -------------- | -------------- | ------------------------------------ |
| 10 / 11 | Indian Wells          | Estados Unidos | BNP Paribas Open            | duro           | Roger Federer  | Marc López Rafael Nadal              |
| 12 / 13 | Miami                 | Estados Unidos | Sony Ericsson Open          | duro           | Novak Djokovic | Leander Paes Radek Štěpánek          |
| 16      | Roquebrune-Cap-Martin | França         | Monte-Carlo Rolex Masters   | saibro         | Rafael Nadal   | Bob Bryan Mike Bryan                 |
| 19      | Madri                 | Espanha        | Mutua Madrid Open           | saibro (azul)  | Roger Federer  | Mariusz Fyrstenberg Marcin Matkowski |
| 20      | Roma                  | Itália         | Internazionali BNL d'Italia | saibro         | Rafael Nadal   | Marcel Granollers Marc López         |
| 32      | Toronto               | Canadá         | Rogers Cup                  | duro           | Novak Djokovic | Bob Bryan Mike Bryan                 |
| 33      | Cincinnati            | Estados Unidos | Western & Southern Open     | duro           | Roger Federer  | Robert Lindstedt Horia Tecău         |
| 41      | Xangai                | China          | Shanghai Rolex Masters      | duro           | Novak Djokovic | Leander Paes Radek Štěpánek          |
| 44      | Paris                 | França         | BNP Paribas Masters         | duro (coberto) | David Ferrer   | Mahesh Bhupathi Rohan Bopanna        |

### 2011
| Semana  | Cidade                | País           | Nome comercial              | Piso           | Campeão        | Campeões                           |
| ------- | --------------------- | -------------- | --------------------------- | -------------- | -------------- | ---------------------------------- |
| 10 / 11 | Indian Wells          | Estados Unidos | BNP Paribas Open            | duro           | Novak Djokovic | Alexandr Dolgopolov Xavier Malisse |
| 12 / 13 | Miami                 | Estados Unidos | Sony Ericsson Open          | duro           | Novak Djokovic | Mahesh Bhupathi Leander Paes       |
| 15      | Roquebrune-Cap-Martin | França         | Monte-Carlo Rolex Masters   | saibro         | Rafael Nadal   | Bob Bryan Mike Bryan               |
| 18      | Madri                 | Espanha        | Mutua Madrid Open           | saibro         | Novak Djokovic | Bob Bryan Mike Bryan               |
| 19      | Roma                  | Itália         | Internazionali BNL d'Italia | saibro         | Novak Djokovic | John Isner Sam Querrey             |
| 32      | Montreal              | Canadá         | Coupe Rogers                | duro           | Novak Djokovic | Michaël Llodra Nenad Zimonjić      |
| 33      | Cincinnati            | Estados Unidos | Western & Southern Open     | duro           | Andy Murray    | Mahesh Bhupathi Leander Paes       |
| 41      | Xangai                | China          | Shanghai Rolex Masters      | duro           | Andy Murray    | Max Mirnyi Daniel Nestor           |
| 45      | Paris                 | França         | BNP Paribas Masters         | duro (coberto) | Roger Federer  | Rohan Bopanna Aisam-ul-Haq Qureshi |

### 2010
| Semana  | Cidade                | País           | Nome comercial                                  | Piso           | Campeão         | Campeões                     |
| ------- | --------------------- | -------------- | ----------------------------------------------- | -------------- | --------------- | ---------------------------- |
| 10 / 11 | Indian Wells          | Estados Unidos | BNP Paribas Open                                | duro           | Ivan Ljubičić   | Marc López Rafael Nadal      |
| 12 / 13 | Miami                 | Estados Unidos | Sony Ericsson Open                              | duro           | Andy Roddick    | Lukáš Dlouhý Leander Paes    |
| 15      | Roquebrune-Cap-Martin | França         | Monte-Carlo Rolex Masters                       | saibro         | Rafael Nadal    | Daniel Nestor Nenad Zimonjić |
| 17      | Roma                  | Itália         | Internazionali BNL d'Italia                     | saibro         | Rafael Nadal    | Bob Bryan Mike Bryan         |
| 19      | Madri                 | Espanha        | Mutua Madrileña Madrid Open                     | saibro         | Rafael Nadal    | Bob Bryan Mike Bryan         |
| 32      | Toronto               | Canadá         | Rogers Cup                                      | duro           | Andy Murray     | Bob Bryan Mike Bryan         |
| 33      | Cincinnati            | Estados Unidos | Western & Southern Open Financial Group Masters | duro           | Roger Federer   | Bob Bryan Mike Bryan         |
| 41      | Xangai                | China          | Rolex Shanghai Masters                          | duro           | Andy Murray     | Jürgen Melzer Leander Paes   |
| 45      | Paris                 | França         | BNP Paribas Masters                             | duro (coberto) | Robin Söderling | Mahesh Bhupathi Max Mirnyi   |

### 2009
| Semana  | Cidade                | País           | Nome comercial                                  | Piso           | Campeão           | Campeões                            |
| ------- | --------------------- | -------------- | ----------------------------------------------- | -------------- | ----------------- | ----------------------------------- |
| 10 / 11 | Indian Wells          | Estados Unidos | BNP Paribas Open                                | duro           | Rafael Nadal      | Mardy Fish Andy Roddick             |
| 12 / 13 | Miami                 | Estados Unidos | Sony Ericsson Open                              | duro           | Andy Murray       | Max Mirnyi Andy Ram                 |
| 15      | Roquebrune-Cap-Martin | França         | Monte-Carlo Rolex Masters                       | saibro         | Rafael Nadal      | Daniel Nestor Nenad Zimonjić        |
| 17      | Roma                  | Itália         | Internazionali BNL d'Italia                     | saibro         | Rafael Nadal      | Daniel Nestor Nenad Zimonjić        |
| 19      | Madri                 | Espanha        | Mutua Madrileña Madrid Open                     | saibro         | Roger Federer     | Daniel Nestor Nenad Zimonjić        |
| 32      | Montreal              | Canadá         | Coupe Rogers                                    | duro           | Andy Murray       | Mahesh Bhupathi Mark Knowles        |
| 33      | Cincinnati            | Estados Unidos | Western & Southern Open Financial Group Masters | duro           | Roger Federer     | Daniel Nestor Nenad Zimonjić        |
| 41      | Xangai                | China          | Shanghai ATP Masters 1000                       | duro           | Nikolay Davydenko | Julien Benneteau Jo-Wilfried Tsonga |
| 45      | Paris                 | França         | BNP Paribas Masters                             | duro (coberto) | Novak Djokovic    | Daniel Nestor Nenad Zimonjić        |

## Campeões por torneio

### 2018–2009
|      | Indian Wells     | Miami            | Mt. Carlo        | Roma1            | Madrid2          | Canadá           | Cincinnati       | Shanghai         | Paris            |
| ---- | ---------------- | ---------------- | ---------------- | ---------------- | ---------------- | ---------------- | ---------------- | ---------------- | ---------------- |
| 2018 | Del Potro (1/1)  | Isner (1/1)      | Nadal (31/35)    | Nadal (32/35)    | Zverev (3/3)     | Nadal (33/35)    | Djokovic (31/35) | Djokovic (32/35) | Khachavov (1/1)  |
| 2017 | Federer (25/28)  | Federer (26/28)  | Nadal (29/35)    | Zverev (1/3)     | Nadal (30/35)    | Zverev (2/3)     | Dimitrov (1/1)   | Federer (27/28)  | Sock (1/1)       |
| 2016 | Djokovic (27/35) | Djokovic (28/35) | Nadal (28/35)    | Murray (12/14)   | Djokovic (29/35) | Djokovic (30/35) | Čilić (1/1)      | Murray (13/14)   | Murray (14/14)   |
| 2015 | Djokovic (21/35) | Djokovic (22/35) | Djokovic (23/35) | Djokovic (24/35) | Murray (10/14)   | Murray (11/14)   | Federer (24/28)  | Djokovic (25/35) | Djokovic (26/35) |
| 2014 | Djokovic (17/35) | Djokovic (18/35) | Wawrinka (1/1)   | Djokovic (19/35) | Nadal (27/35)    | Tsonga (2/2)     | Federer (22/28)  | Federer (23/28)  | Djokovic (20/35) |
| 2013 | Nadal (22/35)    | Murray (9/14)    | Djokovic (14/35) | Nadal (24/35)    | Nadal (23/35)    | Nadal (25/35)    | Nadal (26/35)    | Djokovic (15/35) | Djokovic (16/35) |
| 2012 | Federer (19/28)  | Djokovic (11/35) | Nadal (20/35)    | Nadal (21/35)    | Federer (20/28)  | Djokovic (12/35) | Federer (21/28)  | Djokovic (13/35) | Ferrer (1/1)     |
| 2011 | Djokovic (6/35)  | Djokovic (7/35)  | Nadal (19/35)    | Djokovic (8/35)  | Djokovic (9/35)  | Djokovic (10/35) | Murray (7/14)    | Murray (8/14)    | Federer (18/28)  |
| 2010 | Ljubičić (1/1)   | Roddick (5/5)    | Nadal (16/35)    | Nadal (17/35)    | Nadal (18/35)    | Murray (5/14)    | Federer (17/28)  | Murray (6/14)    | Soderling (1/1)  |
| 2009 | Nadal (13/35)    | Murray (3/14)    | Nadal (14/35)    | Nadal (15/35)    | Federer (15/28)  | Murray (4/14)    | Federer (16/28)  | Davydenko (3/3)  | Djokovic (5/35)  |

### De 1990 até 2008
|      | Indian Wells        | Miami           | Mt. Carlo       | Roma1           | Hamburgo3       | Canadá          | Cincinnati      | Madrid2          | Paris            |
| ---- | ------------------- | --------------- | --------------- | --------------- | --------------- | --------------- | --------------- | ---------------- | ---------------- |
| 2008 | Djokovic (3/35)     | Davydenko (2/3) | Nadal (10/35)   | Djokovic (4/35) | Nadal (11/35)   | Nadal (12/35)   | Murray (1/14)   | Murray (2/14)    | Tsonga (1/2)     |
| 2007 | Nadal (7/35)        | Djokovic (1/35) | Nadal (8/35)    | Nadal (9/35)    | Federer (13/28) | Djokovic (2/35) | Federer (14/28) | Nalbandian (1/2) | Nalbandian (2/2) |
| 2006 | Federer (9/28)      | Federer (10/28) | Nadal (5/35)    | Nadal (6/35)    | Robredo (1/1)   | Federer (11/28) | Roddick (4/5)   | Federer (12/28)  | Davydenko (1/3)  |
| 2005 | Federer (5/28)      | Federer (6/28)  | Nadal (1/35)    | Nadal (2/35)    | Federer (7/28)  | Nadal (3/35)    | Federer (8/28)  | Nadal (4/35)     | Berdych (1/1)    |
| 2004 | Federer (2/28)      | Roddick (3/5)   | Coria (2/2)     | Moyà (3/3)      | Federer (3/28)  | Federer (4/28)  | Agassi (17/17)  | Safin (4/5)      | Safin (5/5)      |
| 2003 | Hewitt (2/2)        | Agassi (16/17)  | Ferrero (3/4)   | Mantilla (1/1)  | Coria (1/2)     | Roddick (1/5)   | Roddick (2/5)   | Ferrero (4/4)    | Henman (1/1)     |
| 2002 | Hewitt (1/2)        | Agassi (13/17)  | Ferrero (2/4)   | Agassi (14/17)  | Federer (1/28)  | Cañas (1/1)     | Moyà (2/3)      | Agassi (15/17)   | Safin (3/5)      |
| 2001 | Agassi (11/17)      | Agassi (12/17)  | Kuerten (4/5)   | Ferrero (1/4)   | Portas (1/1)    | Pavel (1/1)     | Kuerten (5/5)   | Haas (1/1)       | Grosjean (1/1)   |
| 2000 | Corretja (2/2)      | Sampras (11/11) | Pioline (1/1)   | Norman (1/1)    | Kuerten (3/5)   | Safin (1/5)     | Enqvist (3/3)   | Ferreira (2/2)   | Safin (2/5)      |
| 1999 | Philippoussis (1/1) | Krajicek (2/2)  | Kuerten (1/5)   | Kuerten (2/5)   | Ríos (5/5)      | Johansson (1/1) | Sampras (10/11) | Enqvist (2/3)    | Agassi (10/17)   |
| 1998 | Ríos (2/5)          | Ríos (3/5)      | Moyà (1/3)      | Ríos (4/5)      | Costa (1/1)     | Rafter (1/2)    | Rafter (2/2)    | Krajicek (1/2)   | Rusedski (1/1)   |
| 1997 | Chang (7/7)         | Muster (8/8)    | Ríos (1/5)      | Corretja (1/2)  | Medvedev (4/4)  | Woodruff (1/1)  | Sampras (8/11)  | Korda (1/1)      | Sampras (9/11)   |
| 1996 | Chang (6/7)         | Agassi (8/17)   | Muster (6/8)    | Muster (7/8)    | Carretero (1/1) | Ferreira (1/2)  | Agassi (9/17)   | Becker (5/5)     | Enqvist (1/3)    |
| 1995 | Sampras (6/11)      | Agassi (5/17)   | Muster (3/8)    | Muster (4/8)    | Medvedev (3/4)  | Agassi (6/17)   | Agassi (7/17)   | Muster (5/8)     | Sampras (7/11)   |
| 1994 | Sampras (3/11)      | Sampras (4/11)  | Medvedev (1/4)  | Sampras (5/11)  | Medvedev (2/4)  | Agassi (3/17)   | Chang (5/7)     | Becker (4/5)     | Agassi (4/17)    |
| 1993 | Courier (4/5)       | Sampras (2/11)  | Bruguera (2/2)  | Courier (5/5)   | Stich (1/2)     | Pernfors (1/1)  | Chang (4/7)     | Stich (2/2)      | Ivanišević (2/2) |
| 1992 | Chang (2/7)         | Chang (3/7)     | Muster (2/8)    | Courier (3/5)   | Edberg (4/4)    | Agassi (2/17)   | Sampras (1/11)  | Ivanišević (1/2) | Becker (3/5)     |
| 1991 | Courier (1/5)       | Courier (2/5)   | Bruguera (1/2)  | Sánchez (1/1)   | Nováček (1/1)   | Chesnokov (2/2) | Forget (1/2)    | Becker (2/5)     | Forget (2/2)     |
| 1990 | Edberg (1/4)        | Agassi (1/17)   | Chesnokov (1/2) | Muster (1/8)    | Aguilera (1/1)  | Chang (1/7)     | Edberg (2/4)    | Becker (1/5)     | Edberg (3/4)     |

## Tabela de títulos simples (3 ou mais títulos)
Tenistas ativos em negrito.

Desde 1990:
Obs.O torneio de Hamburgo foi substituído pelo de Shanghai em 2009.
| Colocação | Tenista             | In | Mi | Mo | Ro | Ha/Sh | Ca | Ci | Ma | Pa | N° de Títulos | Anos entre primeiro e último título |
| --------- | ------------------- | -- | -- | -- | -- | ----- | -- | -- | -- | -- | ------------- | ----------------------------------- |
| 1         | Novak Djokovic      | 5  | 6  | 2  | 5  | 0/4   | 4  | 2  | 3  | 6  | 37            | 2007-2021 (14)                      |
| 1         | Rafael Nadal        | 3  | -  | 11 | 10 | 1/0   | 5  | 1  | 5  | -  | 36            | 2005-2021 (16)                      |
| 3         | Roger Federer       | 5  | 4  | -  | -  | 4/2   | 2  | 7  | 3  | 1  | 28            | 2002-2019 (17)                      |
| 4         | Andre Agassi        | 1  | 6  | -  | 1  | -     | 3  | 3  | 1  | 2  | 17            | 1990-2004 (14)                      |
| 5         | Andy Murray         | -  | 2  | -  | 1  | 0/3   | 3  | 2  | 2  | 1  | 14            | 2008-2016 (8)                       |
| 6         | Pete Sampras        | 2  | 3  | -  | 1  | -     | -  | 3  | -  | 2  | 11            | 1992-2000 (8)                       |
| 7         | Thomas Muster       | -  | 1  | 3  | 3  | -     | -  | -  | 1  | -  | 8             | 1990-1997 (7)                       |
| 8         | Michael Chang       | 3  | 1  | -  | -  | -     | 1  | 2  | -  | -  | 7             | 1990-1997 (7)                       |
| 9         | Jim Courier         | 2  | 1  | -  | 2  | -     | -  | -  | -  | -  | 5             | 1991-1993 (2)                       |
|           | Boris Becker        | -  | -  | -  | -  | -     | -  | -  | 4  | 1  | 5             | 1990-1996 (6)                       |
|           | Marcelo Ríos        | 1  | 1  | 1  | 1  | 1/0   | -  | -  | -  | -  | 5             | 1997-1999 (2)                       |
|           | Gustavo Kuerten     | -  | -  | 2  | 1  | 1/0   | -  | 1  | -  | -  | 5             | 1999-2001 (2)                       |
|           | Marat Safin         | -  | -  | -  | -  | -     | 1  | -  | 1  | 3  | 5             | 2000-2004 (4)                       |
|           | Andy Roddick        | -  | 2  | -  | -  | -     | 1  | 2  | -  | -  | 5             | 2003-2010 (7)                       |
|           | Alexander Zverev    | -  | -  | -  | 1  | -     | 1  | -  | 1  | -  | 5             | 2017-2021 (1)                       |
| 16        | Stefan Edberg       | 1  | -  | -  | -  | 1/0   | -  | 1  | -  | 1  | 4             | 1990-1992 (2)                       |
|           | Andrei Medvedev     | -  | -  | 1  | -  | 3/0   | -  | -  | -  | -  | 4             | 1994-1997 (3)                       |
|           | Juan Carlos Ferrero | -  | -  | 2  | 1  | -     | -  | -  | 1  | -  | 4             | 2001-2004 (3)                       |
| 19        | Thomas Enqvist      | -  | -  | -  | -  | -     | -  | 1  | 1  | 1  | 3             | 1996-2000 (4)                       |
|           | Carlos Moyà         | -  | -  | 1  | 1  | -     | -  | 1  | -  | -  | 3             | 1998-2004 (6)                       |
|           | Nikolay Davydenko   | -  | 1  | -  | -  | 0/1   | -  | -  | -  | 1  | 3             | 2006-2009 (3)                       |

## Recordes e curiosidades
| Vencedores do Sunshine Double (ganhando Indian Wells e Miami na mesma temporada)                   | 4: Djokovic (2011, 2014,2015,2016) 3: Federer (2005, 2006, 2017) Courier (1991) Chang (1992) Sampras (1994) Ríos (1998) Agassi (2001) |
| Vencedores do "Canada - Cincinnati double"                                                         | Agassi (1995) Rafter (1998) Roddick (2003) Nadal (2013) |
| Vencedores do "Madrid - Paris double" (the Indoor double)                                          | Safin (2004), Nalbandian (2007) |
| Vencedores de 4 torneios AMS em superfície dura, outdoor (os 4 torneios norte-americanos)          | Chang (Canada '90, Indian Wells & Miami '92, Cincinnati '93) Agassi (Miami '90, Canada '92, Cincinnati '95, Indian Wells '01) Federer (Indian Wells '04, Canada '04, Miami '05, Cincinnati '05, '07, '09, '10, '12, '14, '15) |
| Vencedores de 3 torneios AMS em saibro                                                             | Ríos (Monte Carlo '97, Roma '98, Hamburgo '99) Kuerten (Monte Carlo '99, Rome '99, Hamburgo '00) Nadal (Monte Carlo ('05, '06, '07, '08, '09, '10, '11, '12, '16, '17), Roma ('05, '06, '07, '09, '10, '12, '13, 18), Hamburgo '08, Madrid ('05, '10, '13, '14, '17) Djokovic (Roma '08, '11, '14, '15, Madrid '11, '16 Monte Carlo '13, '15) |
| Vencedores de torneios AMS nas três superfícies (out-/indoor dura, outdoor saibro, indoor carpete) | Edberg (Indian Wells '90, Paris '90, Hamburg '92) Sampras (Cincinnati '92, Rome '94, Paris '95) Agassi (Miami '90, Paris '94, Rome '02) Nadal (Monte Carlo '05-'06-'07-'08, Canada '05, '08, Madrid '05, Hamburg 08) Federer (Hamburgo '02-'04-'05-'07, Indian Wells '04-'05-'06, Madrid '06)                                                 |
| Mais torneios vencidos                                                                             | 36: Nadal e Djokovic |
| Mais finais                                                                                        | 51: Nadal (W/L: 35/16) 50: Federer (W/L: 28/22) 49: Djokovic (W/L: 33/16) |
| Mais títulos em um torneio                                                                         | 11: Nadal (Monte Carlo '05, '06, '07, '08, '09, '10, '11, '12, '16, '17, 18) |
| Mais títulos consecutivos em um torneio                                                            | 8: Nadal (Monte Carlo '05, '06, '07, '08, '09, '10, '11, '12) |
| Mais torneios diferentes vencidos                                                                  | 9: Djokovic (Cincinnati, Miami, Indian Wells, Monte Carlo, Madri, Roma, Canada, Shangai, Paris) |
| Mais torneios vencidos em uma temporada                                                            | 6: Djokovic ( 2015: Miami, Indian Wells, Monte Carlo, Roma, Shangai e Paris) |
| Mais finais em uma temporada                                                                       | 8: Djokovic (2015) OBS: foi a todas as finais dos torneios que jogou; ele não jogou o torneio de Madri. |
| Mais partidas consecutivas vencidas                                                                | 31: Djokovic (2011) |
| Maior período entre a primeira e última vitória                                                    | 17 anos: Federer (2002-2019) |